# Hôtel d'Asfeldt

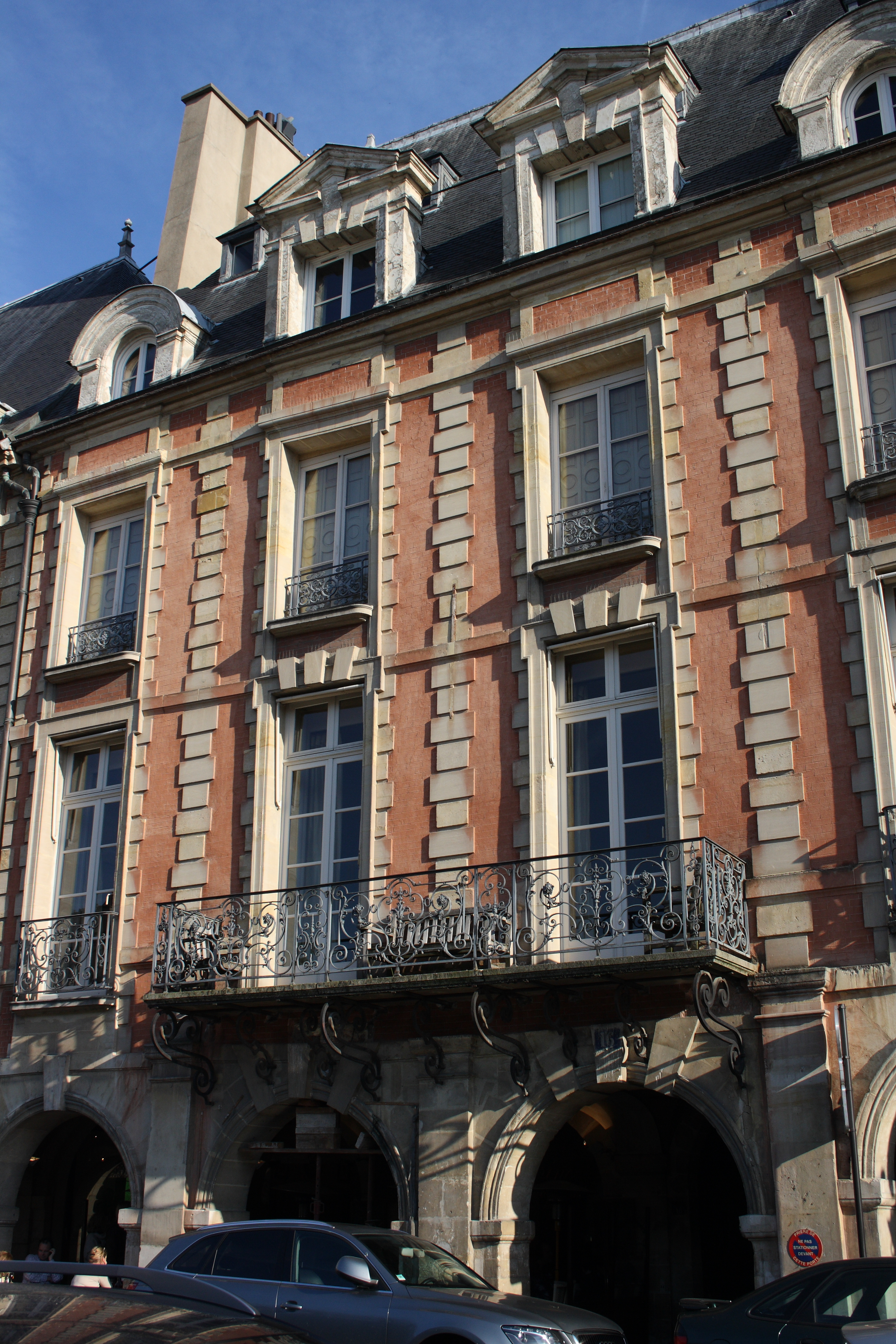
Hôtel d'Asfeldt

Hôtel d'Asfeldt je městský palác v Paříži. Nachází se v historické čtvrti Marais na náměstí Place des Vosges. Palác je v soukromém vlastnictví.

## Umístění
Hôtel d'Asfeldt má číslo 16 na náměstí Place des Vosges. Nachází se na východní straně náměstí ve 4. obvodu.

## Historie
Palác nechal v letech 1605–1612 vystavět François Félissan. V roce 1648 se majitelem domu stal královský rada Jean du Maitz. V roce 1655 palác koupila Judith de Pons, která dům odkázala nemocnici Hôtel-Dieu.
Části paláce (dveře a maskarony na nádvoří) jsou od roku 1953 chráněny jako historická památka. Fasáda, střechy a podloubí na náměstí jsou pod ochranou od roku 1955.